# Обични сирак
Сирак (Sorghum bicolor) је једногодишња зељаста биљка из фамилије трава (Poaceae). Узгаја се ради исхране животиња и људи (углавном у Африци и Азији) и сврстава у просолике житарице. Сем у исхрани, сирак се користи као сено и за добијање скроба, алкохола, глукозе. Цвасти (метлице) се суве користе за израду метли.
Ова врста се узгаја као житарица, док се остале користе као крмно биље, које се било узгаја у пределима са топлом климом или је натурализовано, у пашњацима. Сирак припада потфамилији Panicoideae и племену Andropogoneae (племену које обухвата Andropogon gerardi и шећерну трску).
Светска продукција сирка је око 60 милиона тона годишње. Главне произвођачке земље су САД, Нигерија и Индија. У Сенегалу, на пример постоји варијетет традиционалног сирка који је у широкој употреби, али се користе и локално побољшани варијетети који су адаптирани за тамошње типове земљишта и климу. Зрна сирка се генерално користе и људској исхрани у полу-аридним земљама Африке и Азије. Овај усев се конзумира у виду тестенина, куван и у облику традиционалних пића. Истраживања су показала позитивна својства ове житарице по људско здравље. Даља истраживања се спроводе ради стицања детаљнијег разумевања терапетског потенцијала сирка.

## Узгој и употреба
Једна врста, Sorghum bicolor, пореклом из Африке са мноштвом култивисаних сојева, важан је усев широм света, који се користи као храна (као зрна и као сирков сируп) или меласа од сирка, крмно биље за исхрану животиња, а налази примену и у продукцији алкохолних пића, и биогорива. Већина варијетета је толерантна на сушу и топлоту, те су посебно важне за сушне регионе, у којима су житарице једна од основних храна за сиромашно и сеоско становништво. Ови варијетети формирају важну компоненту пашњака у многим тропским регионима. С. бицолор је важан прехрамбени усев у Африци, Централној Америци, и јужној Азији, пета је житарична култура по важности у свету.
Неке врсте сирка могу да садрже нивое водоник цијанида, хорденина, и нитрата који их чине леталним за испашу животиња у раним ступњевима биљног раста. Кад су изложене суши и топлоти биљке исто тако могу да садрже токсичне нивое цијанида и/или нитрата у каснијим ступњевима раста. Једна врста сирка, Џонсонова трава (S. halapense), класификује се као инвазивна врста у САД од стране Департмана за пољопривреду.
Сирак се производи у подручјима која су веома топла. Минимална просечна температура од 25 °C неопходна је за осигурање максималне производње зрна. Морфолошке карактеристике чине ову културу најтолерантнијом на сушу међу тренутно култивисаним житарицама у свету. Током суше листови се завију да би смањио губитак воде услед перспирације. Ако се суша настави, ова биљка постаје дормантна, уместо да увене. Листови су заштићени воштаним кутикулама ради смањења испаравања.
Сирак је пета житарица по важности у свету након пиринча, пшенице, кукуруза и јечма. Он је главна житарична храна за преко 750 милиона људи који живе у полусушним тропским регионима Африке, Азије и Латинске Америке. Највећи произвођач су Сједињене Државе (скоро 17% светске продукције), где су приноси релативно високи, чему следе Индија, Нигерија, Кина, Мексико, Судан и Аргентина.
У многим полу-сушним земљама у Африци и Азији, зрна заузимају важно место у храни и крмном биљу. Зрна сирка користе људи (поготово фармери), који често немају средства да се хране другим прехрамбеним изворима. Зрна сирка су богата енергетским и неенергетским храњивим материјама. У овим областима, она су намењена за конзумирање као тестенине, кувана или у виду традиционалних пића. Зрна сирка, поред поменуте употребе, конзумирају се и облику гриза са сосом. У индустријским земљама, сирак се користи у виду зрна или крмног биља у сточној храни и за производњу биоетанола. Потражња сирка се све више повећава у многим земљама у развоју, нарочито у западној Африци (у Нигерији, Гани и Буркини Фасо). То је повезано и са порастом популације, а делом и са политиком ових земаља, које имају за циљ развијање индустријске употребе сирка (у пиварама) као замене за јечмени слад.
Присуство семењаче и семенске љуске које су браон боје представља индикацију оштећења. У неким генотиповима сирка семењача је понекад парцијална, није видљива или чак недостаје, док је у другим веома пигментисана. Фенолна једињења (фенолне киселине, флавоноиди и танини) су широко заступљени и свеприсутни секундарни метаболити у биљном царству међу житарицама, и сирак је најбогатији у том погледу са до 6%, мада је показано да само варијетети са пигментираним семењачама садрже танине. Они изграју важну улогу у биљним одбрамбеним механизмима од гљивица и штеточина, као што су инсекти и птице. Познато је да фенолна једињења такође имају позитивне ефекате на људско здравље.
Фитинска киселина има велики капацитет везивања и стога може да формира комплексе са протеинима и вишевалентним катјонима. Већина комплекса фитат-метал је нерастворна при физиолошком pH и стога су мање биолошки доступни извор минерала за људе и животиње. Анализирањем неколико варијетета сирка (белог и црвеног) утврђено је да садржај фитинског фосфора целог семена варира између 170 и 380 mg на 100 g, и да то представља преко 85% укупног фосфора у целом зрну.

## Исхрана
Количина од 100 грама сировог сирка пружа 329 калорија, 72% угљених хидрата, 4% масноћа, и 11% протеина. Сирак садржи бројне есенцијалне нутриенте у знатним уделима (20% или више дневне вредности, ДВ), укључујући ппротеине, влакна, Б витамине ниацин, тиамин и витамин Б6, и неколико дијетарних минерала, укључујући гвожђе (26% ДВ) и манган (76% ДВ). Нутрициони садржај сирка је генерално сличан са сировим овсом (погледајте нутрициону табелу). Међу другим сличностима са овсом, сирак не садржи глутен, те је користан за безглутенску исхрану.
Сирак је једна од главних зрнастих храна које се конзумирају у Азији и Африци. Он се користи у припреми хране за одрасле и децу. У тропским регионима, храна за бебе се прави од сирчане и кукурузне цицваре уз додатак шећера. Протеински квалитет зрна сирка је лош услед ниског садржаја есенцијалних аминокиселине као што су лизин, триптофан и треонин. Поступак прављења слада побољшава квалитет протеина ове житарице услед повећања садржаја лизина. Деца слабо варе сирак, али ако се исхрана допуни храном са високим садржајем лизина, сирак може бити задовољавајући извор хранљивих материја. Протеини сирка постају мање сварљиви након кувања. Сирак, као и остале житарица, добар је извор витамина Б, као што је тиамин, рибофлавин, витамин Б6, биотин и ниацин, мада рафинирање доводи до губитака свих витамина Б. Минерални састав сирка је сличан оном у просу. Главни минерали присутни у зрну сирка су калијум и фосфор, док је калцијум низак. Сирак садржи полифенолна једињења, која се називају кондензовани танини, и која су антинутријски фактори. Кондензовани танини смањују хранљиву вредност зрна сирка, јер се могу везати за прехрамбене протеине, дигестивне ензиме, минерале као што су гвожђе, и витамине Б, као што су тиамин и витамин Б6. Они су присутни у сојевима сирка који имају пигментисану семењачу, а одсутни су код белих и обојених сирака без пигментиране семењаче.

### Микотоксини сирка
У случају буђи, високе вредности релативне влажности (RH) током ране фазе раста с једне стране, и између краја цветања и друге културе, биле су у великој мери у корелацији са учесталошћу убуђалости. Односи између максималне релативне влажносит и знака плесног оштећења нису линеарни, већ постоји нето пораст кад влажност прекорачи праг од око 95%.
Као и многе друге житарице, зрна сирка у време жетве имају веома варијабилну композицију микофлоре. Плесни сирковог зрна су добро познате као примарни патолошки проблем ове биљке. Најважнији елементи микофлора су: Fusarium, Curvularia, Alternaria, Helminthosporium и Phoma. На пример најчешћи родови у Сенегалу су: Curvularia и Fusarium, и за овај коснији је идентификовано пет врста: F. solani, F. moniliforme, F. cquiseti , F. fLocciferum и F. sporotrichoïdes.

### Нутритивне и медицинске импликације
У једној студији из 2015. године је показано да сирак првенстено садржи скроб који се спорије вари од већине других житарица, и који је у мањој мери сварљив, као и да садржи мање протеина и незасићене масти. Већина сојева сирка је богата фенолним једињењима, посебно 3–деоксиантоцианидинима и танинима. Резултати добијени ин витро и код животиња показали су да фенолна једињења и растворљива једињења (поликозаноли) која су повишено присутна у сирку балансирају или стабилизују цревну микробиоту и параметре повезане са гојазност, оксидативни стрес, упале, дијабетес, дислипидемију, хипертензију и канцер.

## Истраживања
Сирак је ефективан у конвертовању соларне енергије у хемијску енергију, и он исто тако користи мање количине воде у поређењу са другим житаричним усевима. Биогориво, произведено користећи слатки сирак као културу са високим садржајем шећера у стабљици, се развија са биомасом која се може претворити у угљен, синтетички гас, и био-уље.